# Ahlem-Badenstedt-Davenstedt
Ahlem-Badenstedt-Davenstedt, Stadtbezirk Ahlem-Badenstedt-Davenstedt - okręg administracyjny w Hanowerze, w Niemczech, w kraju związkowym Dolna Saksonia. Liczy 31 626 mieszkańców. W jego skład wchodzą trzy dzielnice (Stadtteil).
Polnisch:

## Rozwój populacji

Wykres przedstawia rozwój populacji w powiecie Ahlem-Badenstedt-Davenstedt od 1 stycznia 2005 roku. 